# The Norfolk Phœnomenon
Vous lisez un « bon article » labellisé en 2021.
Ne doit pas être confondu avec The Norfolk Phenomenon.
The Norfolk Phœnomenon (né en 1845 dans le comté du Norfolk en Angleterre et mort en 1872 au haras des Rouges-Terres en Normandie) est un étalon de la race du Trotteur Norfolk à la robe noire. Il est un fils ou petit-fils du plus célèbre étalon trotteur anglais de son époque, The Norfolk Phenomenon. Dans le cadre d'une mission des Haras nationaux, il est importé en France en 1851.
Devenu étalon reproducteur au haras national du Pin entre 1851 et 1872, The Norfolk Phœnomenon meurt en 1872, au Haras des Rouges-Terres, l'élevage de la famille Forcinal. Il est à l'origine d'une lignée mâle de la race du Trotteur français, très fructueuse à la fin du XIXe siècle, mais désormais éteinte, via son fils Niger. Il est possible que The Norfolk Phœnomenon soit le grand-père paternel de l'étalon Lavater. Sa fille Bayadère reste cependant sa descendance directe la plus connue, notamment pour avoir établi un record de temps et de gains.

## Dénomination et sources
Selon Louis-Edme de Montigny (1879), le nom « Phœnomenon » désigne « un cheval de Norfolk […] un de ces chevaux renommés pour leurs performances et leurs produits ».
Paul Guillerot note qu'une certaine confusion règne, car plusieurs étalons anglais ont été importés en France sous le nom de « Phœnomenon » pour la reproduction de chevaux trotteurs, leur nom étant précédé par un affixe permettant de les différencier, tel que « Old », « Young », « The Norfolk », etc. Cependant, dans la pratique, ces affixes n'ont pas toujours été précisés dans les sources écrites, créant une confusion entre différents chevaux. Guillerot estime cependant que « le principal Phœnomenon » fut cet étalon mis à la reproduction au Haras du Pin.
The Norfolk Phœnomenon est aussi nommé « The Black Norfolk Phenomenon » (en français : « Le phénomène Norfolk noir »), afin de le distinguer de son ancêtre, qui porte une robe aubère.

## Histoire
D'après la majorité des sources, The Norfolk Phœnomenon naît en 1845, en Angleterre,,,,. Le stud-book de M. du Häys (1864) lui attribue cependant une date de naissance « vers 1840 », de même que la Revue des Haras de 1882.
En 1850, l'administration des Haras nationaux envoie M. Perrot de Thannberg acquérir des étalons en Angleterre, dans le cadre d'une mission d'achat commanditée par les éleveurs normands. Le jeune étalon est acquis en 1851, avec les chevaux The Norfolk Champion, Turpin, Smuggler, Telegraph, Driver, Joseph Andrews, Confidence et Wildfire, puis exporté en France, vraisemblablement à l'âge de 6 ans. Il est réputé pour sa grande vitesse au trot, donnant naissance à certaines légendes. En effet, un article du London Sunday Time le prétend capable de trotter les 2 miles (3 218 m) en 5'4", ce qui donnerait une réduction kilométrique de moins de 1'35", vitesse que Louis Baume (1913) considère comme peu probable à cette époque. La même source lui prête les 24 miles (38 116 m) parcourus en une heure, vitesse que Baume estime cette fois être totalement impossible. Les mesures de vitesse de l'époque sont complexifiées du fait qu'il n'existe pas encore de chronomètres sûrs.
The Norfolk Phœnomenon est mis à la reproduction au haras national du Pin, entre 1851 (ou 1852) et 1872,. Il termine sa vie au haras des Rouges-Terres, l'élevage de Constant Forcinal, à Saint-Léonard-des-Parcs dans l'Orne : ce dernier a récupéré le vieil étalon que l'administration des Haras nationaux voulait faire abattre du fait de son grand âge. The Norfok Phœnomenon meurt en 1872, après avoir donné son meilleur fils à l'élevage des Forcinal,,.

## Description
The Norfok Phœnomenon est un étalon de robe noire, mesurant 1,59 m,. Jean-Pierre Reynaldo le décrit comme un cheval laid, mais « qui savait trotter ». Son action au trot est en effet décrite (par l'inspecteur des haras A. Ollivier) comme « extraordinaire »,. Il présente aussi un certain nombre de défauts de conformation, tels que des genoux creux et une poitrine peu développée. Edmond Gast lui décrit aussi, en plus des défauts précédemment cités, un dos trop plongeant et un cornage.

## Origines
Les origines de The Norfolk Phœnomenon sont très contestées, tant côté paternel que côté maternel. Bien que ses origines exactes soient obscures, il compte assurément des Pur-sangs parmi ses ancêtres.
The Norfolk Phœnomenon est, soit le fils de The Norfolk Phenomenon (né en 1824), soi celui de Old Phœnomenon, fils du précédent, : les étalons trotteurs anglais de l'époque portaient souvent le même nom de père en fils. Le stud-book de l'administration des haras et celui de l'inspecteur général des Haras M. Eugène Hornez enregistrent The Norfolk Phœnomenon comme un fils de Old Phœnomenon,. Le recueil généalogique du directeur des Haras M. de Cormette (1869) le cite comme un fils de « Norfolk Cob » et d'une fille de l'étalon Prétender, précisant que Godolphin Arabian et Eclipse figurent parmi ses ancêtres. Le recueil généalogique de M. du Häys cite « Norfolk Lob » et une jument du Mecklembourg.
Une enquête publiée sur le site Bloodlines.net fait valoir que The Norfolk Phenomenon et Old Phenomenon ne sont que deux noms pour désigner un même cheval, à savoir le Norfolk Phenomenon de M. Bond, enregistré « H522 » dans le stud-book du Hackney. La base de données allbreedpedigree enregistre ainsi The Norfolk Phœnomenon comme fils de The Norfolk Phenomenon, né en 1824.
Côté maternel, les origines de sa mère sont là aussi contestées, certaines sources prétendant qu'il s'agissait d'une jument mecklembourgeoise.
| Origines de The Norfolk Phœnomenon                                         | Origines de The Norfolk Phœnomenon | Origines de The Norfolk Phœnomenon | Origines de The Norfolk Phœnomenon    |
| -------------------------------------------------------------------------- | ---------------------------------- | ---------------------------------- | ------------------------------------- |
| Père The Norfolk Phenomenon 1824 - Trotteur Norfolk Aubère                 | (un étalon du Norfolk), 1819       | Fireaway - Burgess, 1815           | Fireaway - Wests                      |
| Père The Norfolk Phenomenon 1824 - Trotteur Norfolk Aubère                 | (un étalon du Norfolk), 1819       | Fireaway - Burgess, 1815           | ?                                     |
| Père The Norfolk Phenomenon 1824 - Trotteur Norfolk Aubère                 | (un étalon du Norfolk), 1819       | Une fille de Shales                | Marshland Shales                      |
| Père The Norfolk Phenomenon 1824 - Trotteur Norfolk Aubère                 | (un étalon du Norfolk), 1819       | Une fille de Shales                | ?                                     |
| Père The Norfolk Phenomenon 1824 - Trotteur Norfolk Aubère                 | (une jument à la robe rouan)       | Fireaway - Reads, 1795             | Pretender - Wroots                    |
| Père The Norfolk Phenomenon 1824 - Trotteur Norfolk Aubère                 | (une jument à la robe rouan)       | Fireaway - Reads, 1795             | (une jument trotteuse issue de Reads) |
| Père The Norfolk Phenomenon 1824 - Trotteur Norfolk Aubère                 | (une jument à la robe rouan)       | ?                                  | ?                                     |
| Père The Norfolk Phenomenon 1824 - Trotteur Norfolk Aubère                 | (une jument à la robe rouan)       | ?                                  | ?                                     |
| Mère Jument inconnue / Une fille de Pretender / une jument du Mecklembourg | Pretender ?                        | ?                                  | ?                                     |
| Mère Jument inconnue / Une fille de Pretender / une jument du Mecklembourg | Pretender ?                        | ?                                  | ?                                     |
| Mère Jument inconnue / Une fille de Pretender / une jument du Mecklembourg | Pretender ?                        | ?                                  | ?                                     |
| Mère Jument inconnue / Une fille de Pretender / une jument du Mecklembourg | Pretender ?                        | ?                                  | ?                                     |
| Mère Jument inconnue / Une fille de Pretender / une jument du Mecklembourg | ?                                  | ?                                  | ?                                     |
| Mère Jument inconnue / Une fille de Pretender / une jument du Mecklembourg | ?                                  | ?                                  | ?                                     |
| Mère Jument inconnue / Une fille de Pretender / une jument du Mecklembourg | ?                                  | ?                                  | ?                                     |
| Mère Jument inconnue / Une fille de Pretender / une jument du Mecklembourg | ?                                  | ?                                  | ?                                     |

## Descendance

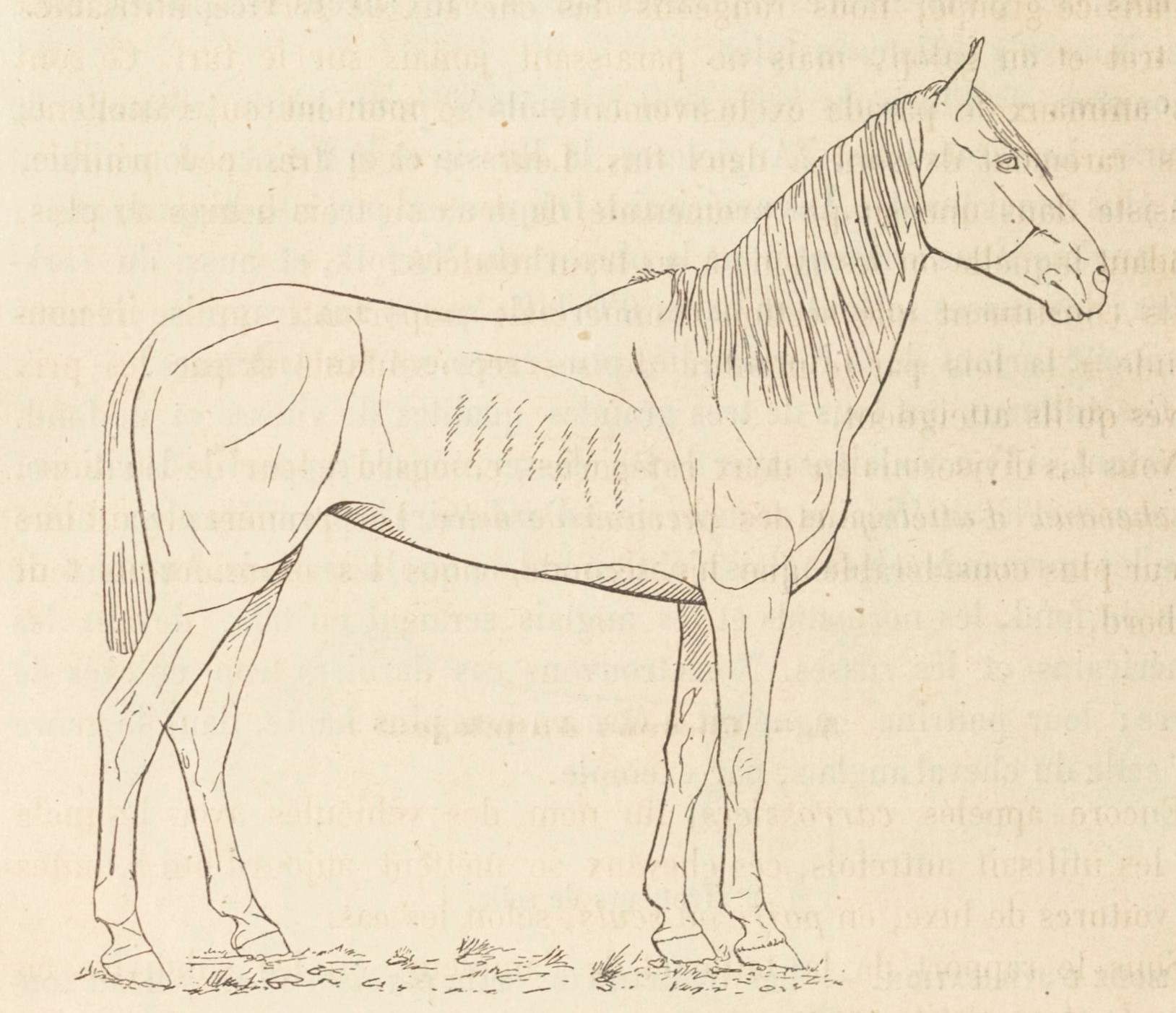
Bayadère (1859-1972), plus célèbre jument de course au trot du XIX en France, d'après une gravure tirée d'une photographie du studio Delton.

D'après le commandant de Cousté, The Norfolk Phœnomenon exerce une « grande influence sur la race normande » et lui laisse une « profonde empreinte ». A. Ollivier précise que l'action de Phœnomenon a légué au demi-sang Anglo-normand des « allures brillantes et rapides ». The Norfolk phœnomenon est réputé transmettre « de la puissance dans l'arrière-main et des actions hors-ligne »,. D'après Edmond Gast, il manque cependant de fond, un défaut qu'il a transmis à ses descendants : « ces fils de Phœnomenon, […] les Norfolk en général ont beaucoup moins de fond que les fils de nos étalons [normands], cités plus haut, qui aiment la lutte et par là même font preuve d'endurance ».
De tous les étalons reproducteur importés depuis l'Angleterre à son époque, The Norfolk phœnomenon est celui qui a rencontré le plus vif succès. Il engendre trente chevaux trotteurs, ce qui est élevé à une époque où l'élevage du trotteur en France n'en est qu'à ses débuts. Il est considéré comme le cheval qui a le plus d'influence sur le demi-sang trotteur durant les années 1850. Du côté des poulains mâles, il est le père de l'étalon Y. (1858, mère Henriette, par Invisible), de Fidèle au malheur (1861), de Hannon (1863), d'Ipsilanty (1864), de Jacques Mai, de Marignan (1868), de Niger (1869, mère Miss Bell), et de Noirmont (né en 1869, étalon reproducteur en Normandie entre 1873 et 1886).
L'une de ses filles, Bayadère, devient la trotteuse française restée la plus célèbre du XIXe siècle, abaissant notamment le record kilométrique au trot à 1'42''. Ses autres filles comptent les juments Yelva,, Baronne, Brunette, Candelaria, Crinoline, Espérance I, Espérance II, Fortunée, Fille de Cœur, Gazelle, Mascotte, Othelina, Sans Façon et Vilna (mère d'Écho).
Il y a controverse pour savoir si Lavater est son petit-fils, en effet certaines sources le décrivent comme un fils de Y., d'autres lui attribuent pour père le demi-sang Crocus.
Quoi qu'il en soit, l'influence de The Norfolk Phœnomenon s'est surtout répandue via les filles de Niger, qui d'après Edmond Gast, ont bien réussi en croisement avec les étalons Cherbourg et Fuschia. A. Ollivier estime que les croisements les plus réussis ont eu lieu entre des mères Pur-sang, et la souche de The Norfolk Phœnomenon.

### Lignée de The Norfolk Phœnomenon

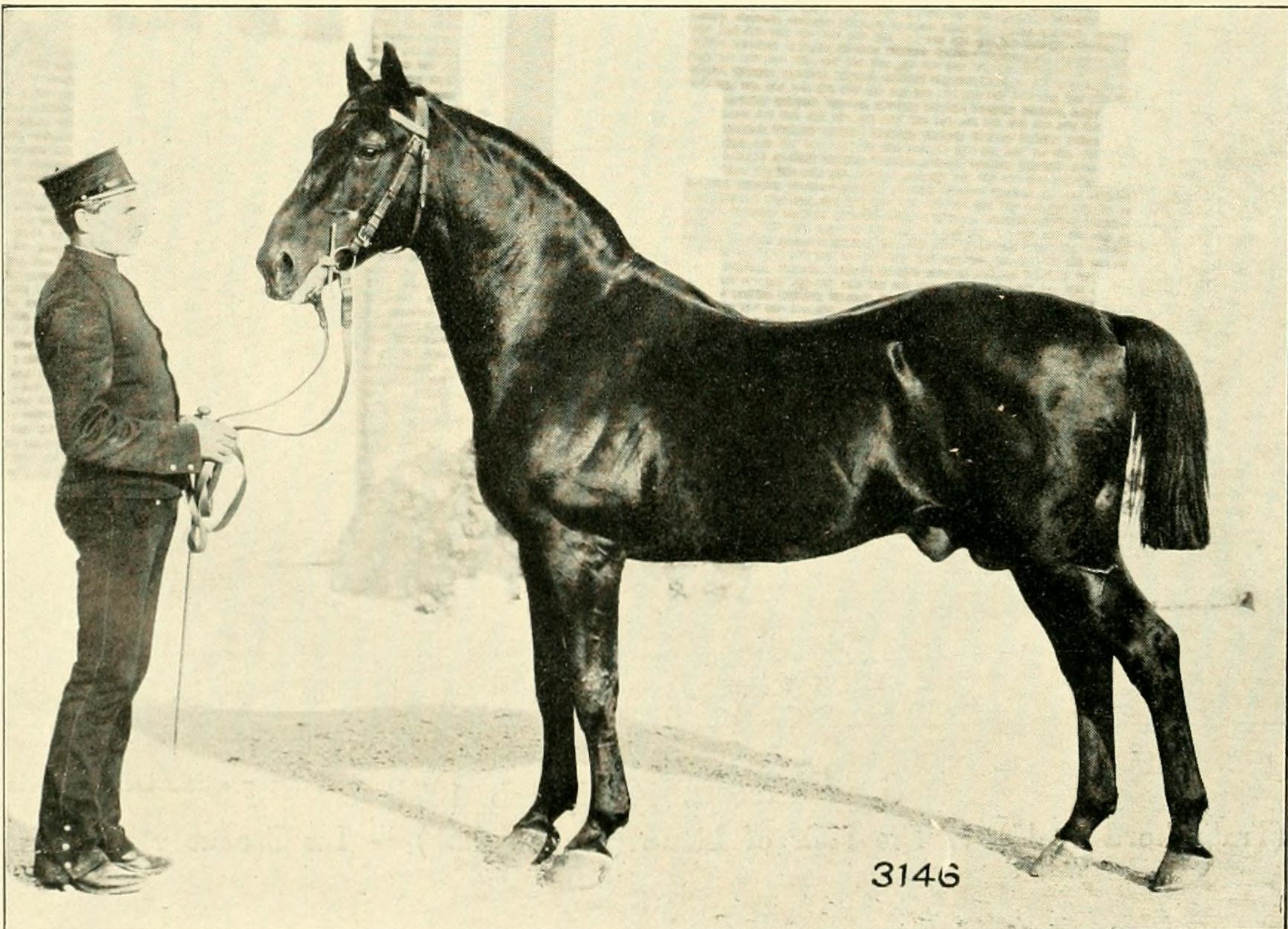
Niger (photographié par le studio Delton), le plus célèbre fils de The Norfok Phœnomenon, propagateur de sa lignée mâle.

Lorsque Edmond Gast liste les grandes familles de trotteurs en 1889, il attribue l'une de ces familles au « chef de famille » The Norfolk Phœnomenon. Le commandant Henri Cousté fait de même dans son Stud-book normand : les étalons de demi-sang rangés par familles, en 1897. Édouard Nicard, en revanche, l'inclut à une « famille des Norfolks », comptant également l'étalon Lavater. Pour le vétérinaire de Caen Alfred Gallier, The Norfolk Phœnomenon est le premier des étalons trotteurs anglo-normands remarquables, par ordre de naissance.
Son fils Niger est le plus influent. Par Niger, The Norfolk Phœnomenon est à l'origine d'une lignée du Trotteur français, mais cette lignée paternelle disparaît au cours du XXe siècle,. En 1901, cette lignée mâle a déjà disparu des trotteurs répertoriés en hippodrome, et A. Ollivier l'estime « en voie d'extinction ».
The Norfolk Phœnomenon survit en revanche dans les lignées maternelles, figurant dans les origines de Juvigny et de Narquois.
- The Norfolk Phenomenon (1824)
  - Old Phœnomenon (?)
    - The Norfolk Phœnomenon (1845)
      - Y. (1858)[5]
        - Lavater ? (1867)
          - Tigris (1875)
          - Etendard[40]

      - Ipsilanty (1864)[45]
        - Noville[46]

      - Marignan (1868)[47]
      - Niger (1869)[5]
        - Valencourt (1877)[48]
          - Jourdan[40]

        - Fier à bras (1883)[49]